# Macrostylis elongata
Macrostylis elongata är en kräftdjursart som beskrevs av Hansen 1916. Macrostylis elongata ingår i släktet Macrostylis och familjen Macrostylidae. Inga underarter finns listade i Catalogue of Life.